# Антонов, Юрий Степанович
Ю́рий Степа́нович Анто́нов (1937—2010) — советский передовик производства, рабочий Кировского завода Министерства оборонной промышленности СССР, Герой Социалистического Труда (1975).

## Биография

Могила Антонова на Красненьком кладбище Санкт-Петербурга.

Родился 6 июня 1937 года в Ленинграде в рабочей семье. Проживал на Тракторной улице. Во время Великой Отечественной войны пережил блокаду, с конца 1942 по 1945 год находился в эвакуации.
В 1950-х годах пришёл на работу на Кировский завод, где трудился слесарем и водителем-испытателем тракторов. Неоднократно отмечался знаком «Победитель социалистического соревнования», был награждён орденом «Знак Почёта».
Указом Президиума Верховного Совета СССР от 8 октября 1975 года за выдающиеся достижения в создании и освоении серийного производства тракторов «Кировец» Ю. С. Антонову присвоено звание Героя Социалистического Труда с вручением ордена Ленина и золотой медали «Серп и Молот».
Член КПСС. Выполнял большую общественную работу, являясь членом, а затем секретарём парткома. Избирался в Ленинградский городской комитет КПСС. Был делегатом XXV съезда КПСС.
В марте 1995 года Ю. С. Антонов вышел на пенсию по инвалидности, получив тяжёлые травмы в результате несчастного случая на производстве.
Проживал с семьёй на Ленинском проспекте. Умер 26 ноября 2010 года на 74-м году жизни. Похоронен на Красненьком кладбище.